# Kim Dong-jun
Kim Dong-jun (19 de dezembro de 1994) é um futebolista profissional sul-coreano que atua como goleiro, atualmente defende o Seongnam FC.

## Carreira
Saturday Erimuya fez parte do elenco da Seleção Sul-Coreana de Futebol nas Olimpíadas de 2016.